# L'Orphelin de Perdide
L'Orphelin de Perdide est un roman de science-fiction de l'auteur français Stefan Wul paru en 1958.
Seuls sur la dangereuse planète Perdide, un père et son fils de 4 ans, Claude, tentent d'échapper à une nuée de frelons géants. À bout de forces, le père réussit à envoyer un message de détresse à son ami Max, sans réussir à le joindre directement, et dit à son fils de gagner au plus vite la forêt sur la colline. Avant de mourir, le père confie à l'enfant son émetteur-récepteur. Le petit garçon se retrouve alors seul dans une étrange forêt avec pour seul compagnon un petit objet ovoïde…

## Présentation de l'œuvre
L'Orphelin de Perdide est le septième roman de l'écrivain français Stefan Wul à paraître aux éditions du Fleuve noir dans la collection « Anticipation » en 1958. Composé de trois parties divisées en seize chapitres, ce roman fut écrit par Stefan Wul en trois semaines.
L'Orphelin de Perdide est le premier roman de Stefan Wul à proposer des citations en exergue de chacune de ses trois parties. Si la citation fictive de la seconde partie renvoie au récit lui-même et à son contexte poétique, la première partie débute par une citation sur le paradoxe temporel d'Arthur C. Clarke et la troisième partie fait allusion aux travaux de Sir Arthur Stanley Eddington sur le temps et l'événement. Ces deux citations replacent ainsi l'œuvre de Stefan Wul dans le grand courant de la science-fiction américaine.

### Genèse de l'œuvre
Stefan Wul a toujours déclaré ne jamais travailler avec des plans précis lorsqu'il aborde un nouveau roman. Dans le cas de L'Orphelin de Perdide, l'auteur indique être parti d'une simple scène tragique : « un père mourant menaçant son fils d'un pistolet pour l'inciter à fuir un danger imminent non défini. » Wul affirme également ne pas avoir prémédité le coup de théâtre spatio-temporel à la fin de son roman, l'inspiration ne lui serait venue qu'en cours d'écriture.

## Résumé
Seuls sur la dangereuse planète Perdide, un père et son fils de quatre ans, Claude, tentent d'échapper à une nuée de frelons géants. À bout de forces, le père réussit à envoyer un message de détresse à son ami Max, sans réussir à le joindre directement, et dit à son fils de gagner au plus vite la forêt sur la colline. Avant de mourir, le père confie à l'enfant son émetteur-récepteur. Le petit garçon se retrouve alors seul dans une étrange forêt avec pour seul compagnon un petit objet ovoïde.
À bord de l'astronef Le Grand Max, Max le contrebandier découvre le message de son ami de Perdide et contacte immédiatement le petit Claude qui parle à son micro comme à une personne. Il décide alors de détourner sa route vers Perdide pour sauver l'enfant. Ses deux passagers, Belle et son mari Martin, qui ont payé une forte somme pour être emmenés sur la planète Sidoine, protestent, en vain. Max maintient la communication avec Claude et lui prodigue de nombreux conseils nécessaires à sa survie dans un milieu hostile.
Le Grand Max se pose sur la magnifique planète Devil-Ball où Max rejoint le vieux Silbad. Le vieux Silbad porte une plaque métallique sur le crâne depuis qu'il s'est fait attaquer par les frelons de Perdide dans son enfance. Touché par l'histoire de Claude, il s'embarque à bord du Grand Max et passe le plus clair de son temps à raconter des histoires à l'enfant et à le protéger des dangers de la forêt.
Les quatre passagers se relaient au micro pour occuper le petit Claude, jusqu'au jour où Silbad surprend Martin en train d'inciter Claude à pénétrer dans une grotte dangereuse. Silbad frappe alors violemment le passager qui tentait de tuer l'enfant pour rentrer plus vite sur la planète Sidoine. Max enferme alors Martin dans une cabine de son astronef. Belle est choquée par l'attitude de son mari.
Alors qu'ils font une escale sur la planète Gamma 10, Martin en profite pour s'échapper. Max se lance à sa poursuite, mais retrouve le corps de Martin inerte dans le sable. Il est lui-même bientôt encerclé par une bande d'ex-prisonniers de Sidoine échoués sur la planète et est emmené dans un village troglodyte. Silbad qui sort de l'astronef pour retrouver Max est également fait prisonnier. Les deux hommes sont présentés au Maître qui les destine à son monstre domestique affamé. Mais Max et Silbad réussissent à s'échapper, donnent le Maître en pâture à son monstre et promettent aux prisonniers bloqués sur la planète de revenir les aider.
À son approche de la planète Perdide, Le Grand Max est pris dans un trafic interstellaire intense et contacté par la police interplanétaire. Max et Silbad interrogent les autorités et apprennent à leur grand étonnement que Perdide est une planète développée, urbanisée et largement colonisée depuis sa « Mise en valeur », près de soixante années plus tôt. Max et Silbad comprennent alors que leur voyage spatial à 99 % de la vitesse de la lumière a créé un décalage temporel d'une centaine d'années entre eux et la planète Perdide. Apprenant la nouvelle, Silbad a une attaque cardiaque.
Le Grand Max se pose sur la planète Perdide et Max part à la recherche d'un historien local pour comprendre comment s'est terminée la tragique histoire du petit Claude, cent ans plus tôt. Max rencontre alors le vieux Bader qui sauva le petit Claude d'une attaque de frelons géants et l'adopta ensuite. L'enfant s'appela ensuite Sylvain Bader, mais tout le monde l'appelait « Silbad ». Max retourne alors à l'hôpital voir le vieux Silbad qui meurt dans d'horribles souffrances sans connaître la vérité. Max s'envole ensuite avec Belle pour fonder un nouveau monde sur la planète Devil-Ball.

## Personnages principaux
Les personnages sont présentés dans un ordre alphabétique :
- Monsieur Bader, père adoptif de Silbad
- Belle Bôz, passagère à bord du vaisseau Le Grand Max, épouse de Martin
- Martin Bôz, passager à bord du vaisseau Le Grand Max, époux de Belle
- Claude, dernier colon de la planète Perdide
- Claude ou Claudi, fils du dernier colon de la planète Perdide
- Le Maître, chef des ex-prisonniers rebelles de Sidoine
- Max, dit Le grand Max, contrebandier interstellaire idéaliste
- Silbad ou Sylvain Bader, ami de Max, vieux gardien de la planète Devil-Ball
- Vano, ex-prisonnier installé sur Sidoine

## Commentaires

### Paradoxe spatio-temporel
Dans L'Orphelin de Perdide, Stefan Wul exploite le célèbre paradoxe des jumeaux énoncé en 1911 par Paul Langevin sur la base de la théorie de la relativité restreinte d'Albert Einstein. Dans le récit, Max et Silbad voyagent dans l'espace à une vitesse proche de celle de la lumière et subissent une forme de dilatation temporelle qui produit un décalage d'une centaine d'années à la fin de leur voyage.

### Auto-référence
« La brève vision d’êtres humains tournant dans une cage d’écureuil, in L’Orphelin de Perdide, est développée dans Noô, II-114 & suiv. »

## Adaptations

### Au cinéma
L'Orphelin de Perdide fut adapté au cinéma sous le titre Les Maîtres du temps, un long-métrage animé par René Laloux avec des dessins de Mœbius. René Laloux était déjà familier de l'œuvre de Stefan Wul pour avoir adapté une première fois Oms en série dans un long-métrage  intitulé La Planète sauvage (1973).

Tout en conservant la trame de fond du roman de Stefan Wul, René Laloux procéda à des modifications, surtout à la fin de l'histoire, qui sont sans doute liées au jugement qu'il portait lui-même sur les romans de Wul : 

« Dans tous les romans de Wul, en majorité, il y a une grande idée de départ. Il y a les deux tiers du début qui sont formidables, bien construits, avec une cohérence dans la dramaturgie, etc. Et le dernier tiers, c'est un peu merdeux. Ou il n'a plus le temps, ou il fatigue, ou ça commence à devenir paresseux. »

Les principales différences entre le roman original et sa version filmée sont :
| Roman de Stefan Wul | Adaptation de René Laloux |
| --- | --- |
| Nom des personnages : Max / Claudi / Martin Bôz. | Nom des personnages : Jafar / Piel / Prince Maton (les autres sont identiques).                                                                   |
| Scène d'ouverture : un père qui court avec son fils sur une plaine accidentée.                                                                                   | Scène d'ouverture : un père et son fils à bord d'un véhicule tout-terrain qui roule à toute allure et finit par avoir un accident.                |
| Les pirates échoués sur la planète Gamma 10 sont dirigés par un être obèse accompagné d'un monstre anthropophage.                                                | D'anciens pirates déshumanisés, devenus des êtres ailés, sont sous la coupe d'un pur esprit.                                                      |
| Pas de races intelligentes extraterrestres autres que les humains.                                                                                               | Ajout de deux races intelligentes : les gnomes de Devil's Ball et les Maîtres du Temps.                                                           |
| La planète Devil-Ball présente un relief accidenté. | La planète Devil-Ball est plate. |
| Le prince Bôz est un personnage sans scrupules qui meurt sans gloire en tentant de s'échapper.                                                                   | Le prince Maton est un personnage sans scrupules qui se sacrifie finalement au pur Esprit pour sauver la vie de Jafar.                            |
| La faune de Perdide se compose de frelons géants et de vers. | La faune de Perdide se compose de frelons géants, de vers et d'hippo-« ornithorynx ».                                                             |
| Scène finale : l'équipage arrive sur une planète Perdide entièrement colonisée et développée. Max apprend la vérité sur Claude en interrogeant son père adoptif. | Scène finale : l'équipage arrive sur une immense station orbitale et apprend la vérité sur Piel grâce aux pouvoirs télépathiques des deux gnomes. |

### En bande dessinée
- Les Maîtres du temps, par René Laloux (adaptation) et Mœbius (dessin), Les Humanoïdes Associés
  - adaptation en bande dessinée, coll. « Eldorado », 1982
  - Le Livre du film (illustrations, extraits du story-board, photos), 1982
- L’Orphelin de Perdide, par Régis Hautière (adaptation) et Adrián (dessin), Comix Buro
  1. Claudi, septembre 2018
  2. Silbad, janvier 2019

## Éditions

### En français
- Fleuve noir, coll. « Anticipation » no 109, 1958
- Fleuve noir, coll. « Super-luxe - Les lendemains retrouvés » no 51, 1978  (ISBN 2-265-00689-0), réédition en 1982  (ISBN 2-265-01991-7)
- L'Orphelin de Perdide ou les maîtres du temps, Denoël, coll. « Présence du futur » no 536, couverture de Jean-Yves Kervévan, 1993  (ISBN 2-207-50536-7)
- Dans Œuvres complètes 1, Lefrancq, coll. « Volumes », 1996  (ISBN 2-87153-197-8)
- Castelmore, coll. « Science-fiction », 2015  (ISBN 978-2362311468)

### Traductions

#### En portugais
- O vagabundo das estrelas, Livros do Brasil, coll. « Argonauta » no 60, 1960

#### En hongrois
- A Perdide árvája, Cser Kiadó, 2019  (ISBN 978-963-278-586-8), traduction de Zoltán Szalóki

### Articles spécialisés
- Richard Chomet, « Satellite », dans la revue Les Cahiers de la science-fiction, no 4, 1958
- Ronny L. Idels, Horizons du fantastique no 5, 1969
- Denis Philippe, OPTA, dans la revue Fiction no 229, 1973
- Amhan, coll. « Planète à vendre », no 17/42, 1993